# Mundzjuchi
Mundzjuchi (georgiska: მუნჯუხი), eller Mundzjuche (მუნჯუხე), är ett berg i Georgien. Det ligger i den nordöstra delen av landet, i regionen Mtscheta-Mtianeti. Toppen på Mundzjuchi är 2 684 meter över havet. Närmaste större samhälle är Gudauri, 13 km åt nordväst.